# Stazione di Borghetto sull'Adige
La stazione di Borghetto sull'Adige è una fermata ferroviaria posta sulla linea Bolzano-Verona. Serve il centro abitato di Borghetto sull'Adige, frazione del comune di Avio.

## Movimento
La stazione è servita dai treni regionali della relazione Verona-Bolzano, eserciti da Trenitalia con cadenza oraria in entrambe le direzioni.